# Sybra malaccensis
Sybra malaccensis là một loài bọ cánh cứng trong họ Cerambycidae.